# Attentat de Jos du 20 mai 2014
L'attentat de Jos est commis le 20 mai 2014 par Boko Haram au cours de l'insurrection djihadiste au Nigeria.

## Déroulement
Le 20 mai, vers 15 heures, un camion piégé explose au marché très fréquenté de New Abuja, dans la ville de Jos,. 
Des équipes de secours se rendent ensuite sur place, mais entre 15 et 20 minutes après la première explosion, un minibus piégé situé à une vingtaine de mètres du précédent véhicule explose à son tour, faisant de nombreuses victimes, dont des membres des secours,.

## Bilan
Dans un premier bilan, le commissaire de police Chris Olakpe, de l'État de Plateau, déclare que l'attentat a fait 46 morts et 45 blessés.
Le soir de l'attaque, l'Agence nationale de gestion des crises (NEMA), déclare que 118 corps ont été recensés, mais que certains pourraient encore être bloqués sous des décombres. Le nombre des blessés est quant à lui de 56.
Des témoins et des survivants affirment quant à eux que les explosions ont tué au moins 150 personnes.
Selon Pam Ayuba, un porte-parole du gouverneur, la plupart des victimes seraient des femmes .

## Nouvel attentat le 24 mai
Le 24 mai, un nouvel attentat a lieu à Jos. Un camion chargé d'explosif tente de foncer sur une foule rassemblée devant un écran géant pour regarder la finale de football de la Ligue des champions. Le véhicule explose avant d'atteindre sa cible, mais il tue cependant au moins trois personnes, sans compter le kamikaze.